# Операция «Монастырь»
Операция «Монастырь» — одна из самых успешных операций советских спецслужб во время Великой Отечественной войны. Основана на радиоигре, которую группа оперативных работников НКВД вела со структурами Абвера, и продолжалась с 1941 по 1944 годы. Есть мнение, что в 1942 году передача ложных сведений германскому командованию предопределила поражение вермахта под Сталинградом.

## Ход операции

### Начало
В самом начале Великой Отечественной войны возникла идея провести крупномасштабную операцию против германской военной разведки Абвер.
Руководство операцией было поручено Павлу Анатольевичу Судоплатову, впоследствии возглавившему 4-е управление НКВД. По воспоминаниям Судоплатова, операцию «Монастырь» очень хотел забрать под своё крыло В. С. Абакумов. Он аргументировал это тем, что Смерш имеет более тесные связи с Генеральным штабом, чем НКВД. А когда это ему не удалось, он даже угрожал Судоплатову.
В качестве основного исполнителя выступал советский разведчик А. П. Демьянов, проходивший в документах НКВД под псевдонимом «Гейне». Ранее он уже имел контакты с немецкими агентами и даже получил агентурный псевдоним «Макс» (согласно версии Судоплатова, по данным немецкого историка, Демьянов не был Максом и его группу Абвер называл Flamingo). Возникла идея воспользоваться этими контактами, а также дворянским происхождением Демьянова. Шифровальному и радиоделу молодого разведчика Демьянова обучал Вильям Фишер (Абель), также существенную помощь оказывал И. А. Щорс. Фишер приучал ученика работать в экстремальных условиях: при передаче сообщений выкрикивал слова на разных языках, а иногда использовал свой коронный отвлекающий приём: громко захлопывал шахматную доску рядом с радистом.
В конце 1941 года «Гейне» перешёл линию фронта, сдался нацистам и заявил, что он является представителем антисоветского подполья. Представителям Абвера он заявил, что является представителем мифической антисоветской монархической организации «Престол» и послан её руководителями для связи с немецким командованием. После тщательной проверки, допросов и даже имитации расстрела немецкая разведка поверила ему. Он прошёл курс обучения в школе Абвера.
В марте 1942 года А. П. Демьянов был переброшен обратно на контролируемую советскими войсками территорию. Спустя две недели «Макс» передал немцам первую порцию дезинформации. Чтобы упрочить положение Демьянова в германской разведке и снабжать через него германское командование ложными сведениями, НКВД устроило его офицером связи при начальнике генерального штаба маршале Б. М. Шапошникове. Работой над текстами радиограмм занимались два опытных сотрудника НКВД: В. Н. Ильин и М. Б. Маклярский. Оба участника операции «Монастырь» впоследствии связали свою жизнь с писательской деятельностью. Ильин стал членом Союза писателей СССР, а с 1956 года — секретарём Союза писателей. Маклярский стал сценаристом, по его сценариям было снято несколько кинофильмов.
Радиоигра с участием «Гейне» помогла отстоять Сталинград, поскольку гитлеровцев удалось убедить в том, что Красная армия будет контратаковать подо Ржевом, куда командование вермахта перебросило резервы.
Операция «Монастырь» была прекращена летом 1944 года, когда согласно легенде агент «Гейне» из генерального штаба был переведён на службу в железнодорожные войска в Белорусскую ССР.

### Последующие события
В дальнейшем А. П. Демьянов принял участие в другой операции НКВД под кодовым названием «Березино», также основанной на радиоигре и которая являлась логическим продолжением операции «Монастырь». Игра советских спецслужб так и не была раскрыта германской разведкой. В написанных после войны мемуарах Вальтер Шелленберг с завистью писал, что военная разведка имела своего человека возле маршала Шапошникова, от которого поступило много ценных сведений.

## Результаты
В результате операции было захвачено около пятидесяти диверсантов, арестовано семь пособников немцев (в том числе был захвачен и впоследствии перевербован агент Г. Г. Зобач), получено от немцев несколько миллионов советских рублей. Когда увеличилось количество прибывающих от немцев курьеров, операция была переименована в операцию «Курьеры».
Но главный итог операции — это большое количество дезинформации, которая была передана немецкому командованию. Подготовкой дезинформации занимались на самом высоком уровне офицеры генерального штаба, в ряде случаев информация согласовывалась со Сталиным. Часто такая информация возвращалась советским спецслужбам в качестве разведывательной информации уже из других источников, например, через английскую разведку.
Одним из примеров такой дезинформации является сообщение, которое отправил Гейне о предстоящем ударе под Ржевом и на Северном Кавказе. Немцы стали готовиться к их отражению. Туда были переброшены дополнительные и немецкие (секретно), и советские (демонстративно) войска. Маршал Г. К. Жуков приказом Ставки из-под Сталинграда, где готовилась крупнейшая наступательная операция, подготовленная им, прибыл под Ржев. Даже он не знал об игре и был сильно обижен на Сталина. Узнав о прибытии Жукова, немцы ещё более усилили свою оборону, ослабив другие участки фронта. Немцы отразили начатое под Ржевом наступление. Зато начавшееся 19 ноября 1942 года неожиданно для немцев стратегическое наступление Красной Армии под Сталинградом завершилось полной победой. 300-тысячная армия противника во главе с генерал-фельдмаршалом Паулюсом была уничтожена или пленена.
За успешное проведение операции некоторые сотрудники НКВД были награждены орденами и медалями. Руководитель операции «Монастырь» генерал-лейтенант Судоплатов и его заместитель генерал-майор Эйтингон были награждены орденами Суворова, что в системе органов государственной безопасности было единственный раз. Сам Александр Петрович Демьянов получил орден Красной Звезды, его жена, Татьяна Георгиевна Березанцева и её отец — медали «За боевые заслуги».